# Verő Margit
Verő Margit; Hauer Margit Mária (Budapest, 1880. december 24. – Budapest, 1973. július 19.) színésznő.

## Életútja
Hauer Ferenc kereskedő és Benyó Mária leánya. Elvégezte az Országos Színművészeti Akadémiát, majd onnan mindjárt a Thália Társasághoz került, ahol Strindberg Apa című darabjában játszott először. Ezt követően D’Annunzio, Hauptmann, Heyermans és Ibsen darabjaiban tűnt fel behízelgő egyéniségével. Társalgási szerepekben kifogástalan dialektikája nagyban fokozta sikerét. 1907. június 22-én Budapesten, a Ferencvárosban házasságot kötött Doktor Jánossal és visszavonult a színészettől. Az 1950-es években a Thália Társaság korábbi tagjaival (Vándory Gusztáv, Herczeg Jenő, Jávor Ervin és Gellért Lajos) előadták »Rendőrfőnök jóember« című színdarabot a Rádióban. Férjét több mint három évtizeddel élte túl, 93 éves korában hunyt el keringési elégtelenség következtében.

## Fontosabb szerepei
- Hebbel: Mária Magdolna – Teréz
- Heijermans: Remény – Klementin
- Ibsen: Nóra – Lindéné